# Мистическое обручение святой Екатерины (картина Веронезе)
«Мистическое обручение святой Екатерины» (итал. Matrimonio mistico di santa Caterina d'Alessandria) — картина итальянского живописца Паоло Веронезе (1528—1588), представителя венецианской школы. Создана около 1575 года. Хранится в коллекции Галереи Академии в Венеции.

## История
Картина была написана для главного алтаря церкви св. Екатерины в Венеции. С 1918 года в коллекции Галереи Академии в Венеции.
Входила в число произведений художника, которые больше всего восхищали современников, начиная со скульптора Якопо Сансовино, и приобрели широкую популярность благодаря гравюре Агостино Карраччи 1582 года. Об этом свидетельствуют также стихи Марко Боскини, автора книги «Богатые сокровища венецианской живописи», хвалебной поэмы, напечатанной в 1660 году.
Во время реставрационных работ, проведённых в 1980-х годах, был открыт великолепный хроматизм, который так нахваливали в разных источниках, но скрытый позолоченным слоем во время предыдущей реставрации в конце XIX века.

## Описание

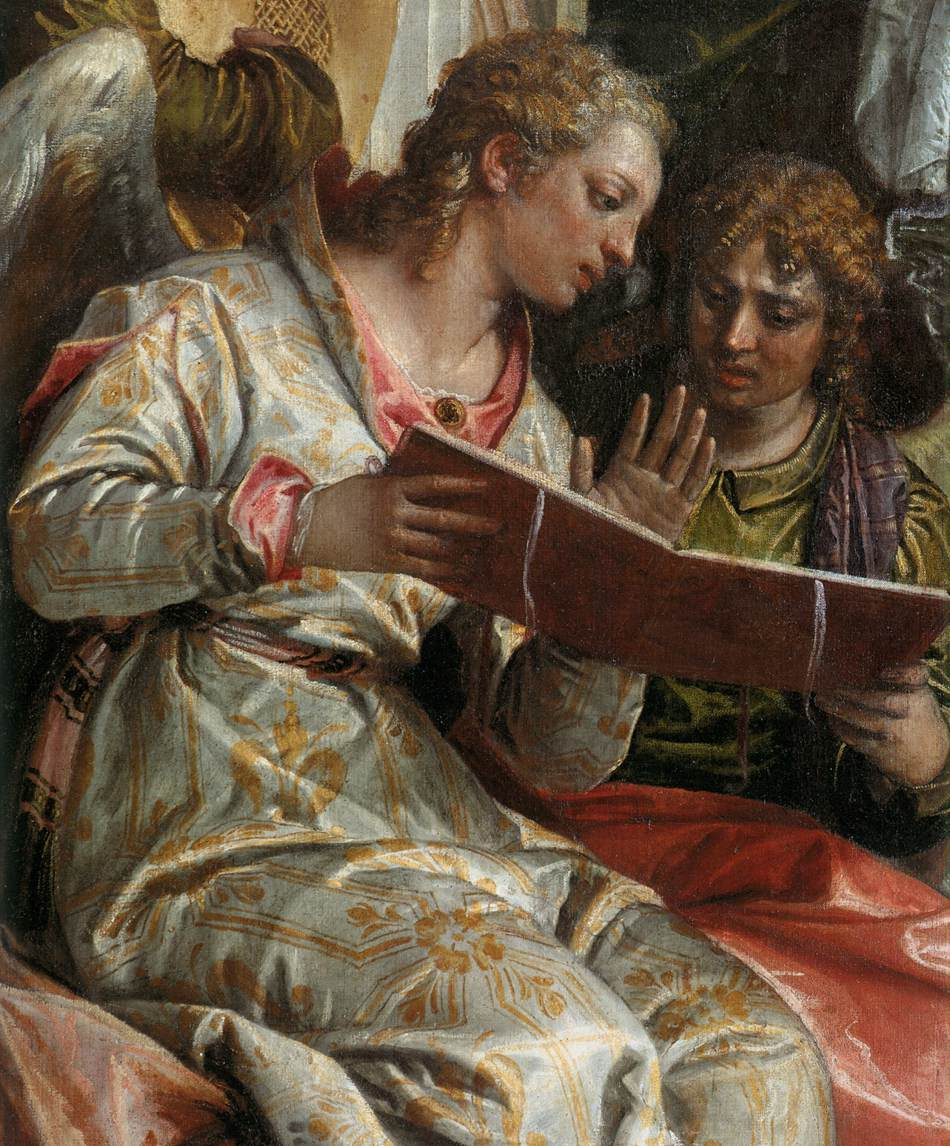
Деталь

Картина — одно из наиболее целостных произведений Веронезе, где гармонично сочетаются все характерные элементы его стиля. На полотне изображён сюжет мистического обручения святой Екатерины. Художник превратил священный эпизод в пышное празднование XVI века, где святая Екатерина, в сопровождении знатной свиты и группы музицирующих ангелов, принимает образ аристократки и изображена не столько в религиозном окружении, сколько в типично венецианском антураже. Склонность художника к богатству цвета, с яркими световыми бликами, приводит к торжественной роскоши, весьма далёкой от сдержанности религиозной живописи, призванной вызывать смиренные чувства, как того требовали предписания Контрреформации.
По своему построению является одной из самых удачных вариаций алтаря Пезаро (1519—1526) Тициана из церкви Санта-Мария-Глорьоза-дей-Фрари в Венеции: та же диагональная, асимметричная композиция благодаря лестнице, ведущей к трону Богоматери в левой части картины. Пара коринфских колонн, словно столпы веры, поддерживают своды храма по сторонам трона. Яркость и насыщенность колорита Веронезе достигают здесь своей вершины, богатые красные, синие, жёлтые и золотые краски как будто светятся изнутри.

## Ссылка
- На Викискладе есть медиафайлы по теме Мистическое обручение святой Екатерины (картина Веронезе)